# Karolina Gočeva
Karolina Gočeva (makedonsko Каролина Гочева), makedonska pevka pop glasbe, * 28. april 1980, Bitola, Jugoslavija (danes Severna Makedonija).
Dvakrat je zastopala Severno Makedonijo na Pesmi Evrovizije.
Karolina Gočeva je svojo glasbeno pot pričela že pri enajstih letih z nastopanjem na različnih glasbenih festivalih. Po nastopu na festivalu Sunčane skale je postala poznana po republikah bivše Jugoslavije. Leta 2002 je predstavljala Severno Makedonijo na Pesem Pesmi Evrovizije kot prva makedonska predstavnica na tem festivalu ter s pesmijo Од нас зависи (Od nas zavisi) zasedla 19. mesto. Svojo državo je znova predstavljala na Evroviziji 2007 v Helsinkih in se s skladbo Мојот свет (Mojot svet) uvrstila na 14. mesto.

## Diskografija
Albumi
- Mamo pušti me - 1992
- Jas imam pesna - 2000
- Zošto sonot ima kraj - 2002
- Znaeš kolku vredam - 2003
- Kad zvezde nam se sklope... kao nekada - 2003
- Vo zaborav - 2005
- U zaboravu - 2006
- Makedonsko devojče 2008

Singli
- Mamo, pušti me - 1991
- Koj da ti kaže - 1994
- Isčekuvanje - 1995
- Ma, ajde kaži mi - 1996
- Tonovi tajni - 1997
- Ukradeni noḱi - 1998
- Sakaj me - 1999
- Bez ogled na se - 1999
- Nemir (duet s Tošem Proeskim) - 2000
- Za nas - 2000
- Milenium so tebe - 2000
- Ti možeš - 2001
- Jamajka - 2002
- Ke bide se vo red - 2002
- Od nas zavisi - 2002
- Štom sakaš/Kad voliš - 2002
- Hipokrit/Začaren krug - 2003
- Ljubov pod oblacite/Ljubov ispod oblaka - 2003
- Sreščemo se opet - 2003
- Znaeš kolku vredam/Znaš koliko vredim - 2004
- Se lažam sebe/Lažem sebe - 2005
- Ruža ružica - 2005
- Vo zaborav/U zaboravu - 2005
- Ova srce znae/Teško srcu pada - 2006
- Bela pesna/Bjela pesma (duet z Akijem Rahimovskim) - 2006
- Umiram bez tebe/Umirem bez tebe - 2006
- Ti i ja (duet Flamingosi) - 2006
- Mojot svet - 2007
- Jedan dan - 2007